# Andrea Penezić
Andrea Penezić (n. 13 noiembrie 1985, în Zagreb) este o handbalistă croată care joacă pentru clubul sloven RK Krim Ljubljana și pentru echipa națională a Croației pe postul de intermediar stânga. Ea și-a reprezentat țara la Campionatul European de Handbal Feminin din 2008, unde Croația a terminat a șasea, iar Penezić s-a situat între primele 10 marcatoare. În 2012, ea a luat parte împreună cu echipa țării ei la Jocurile Olimpice de vară de la Londra.

## Carieră
Andrea Penezić a început să joace handbal pe când avea 12 ani, la clubul sportiv școlar din Kustošija. În 2003, ea a ajuns la RK Lokomotiva Zagreb, unde a stat până în 2008, când s-a transferat la campioana Croației, ŽRK Podravka Vegeta. Alături de Podravka, Penezić a câștigat de două ori campionatul și cupa Croației. În 2010, handbalista a semnat cu campioana Sloveniei, Krim Ljubljana, împreună cu care a jucat, în 2012, în semifinalele Ligii Campionilor EHF.
Șase ani la rând, între 2008 și 2013, Andrea Penezić a fost declarată cea mai bună handbalistă a anului în Croația.
În februarie 2014, clubul macedonean ŽRK Vardar a anunțat transferul Andreei Penezić începând cu anul competițional 2014-2015.

## Palmares

### Club
- Campionatul Croației:
  -  Câștigătoare: 2009, 2010

- Cupa Croației:
  -  Câștigătoare: 2009, 2010

- Campionatul Sloveniei:
  -  Câștigătoare: 2011, 2012, 2013

- Cupa Sloveniei:
  -  Câștigătoare: 2011, 2012, 2013

- Campionatul Macedoniei:
  -  Câștigătoare: 2015

- Cupa Macedoniei:
  -  Câștigătoare: 2015

- Liga Regională:
  -  Câștigătoare: 2009

- Liga Campionilor EHF:
  - Semifinalistă: 2012, 2015

- Cupa Cupelor EHF:
  - Sfertfinalistă: 2003

## Premii
- Intermediarul stânga al All-Star Team la Campionatul Mondial: 2011[8]
- Cea mai bună handbalistă din campionatul Sloveniei: 2012
- Cea mai bună handbalistă a anului în Croația: 2008, 2009, 2010, 2011, 2012, 2013